# سفارة سلوفينيا في مصر
سفارة سلوفينيا في مصر هي أرفع تمثيل دبلوماسي لدولة سلوفينيا لدى مصر. تقع السفارة في وهي تهدف لتعزيز المصالح السلوفينية في مصر.

## وصلات خارجية
- الموقع الرسمي
- قائمة سفارات سلوفينيا
- قائمة السفارات في مصر